# Třída Visakhapatnam
Třída Visakhapatnam (jinak též Projekt 15B) je třída víceúčelových raketových torpédoborců indického námořnictva. Celkem byly objednány čtyři jednotky této třídy. Do služby vstoupily v letech 2021–2025. Je to vylepšená verze torpédoborců třídy Kolkata (Projekt 15A). Mezi hlavní odlišností této třídy patří upravený trup, přemístění sonaru do příďové hrušky a překonstruovaný hlavní stožár s vylepšenými vlastnostmi stealth. Dle indických zdrojů jsou plavidla z 65% z indických komponentů. Některé komponenty pocházejí například z Izraele (radar, část výzbroje), Ukrajiny (hlavní turbíny), nebo Ruska (lodní šrouby, část výzbroje).

## Stavba
Celkem byly roku 2011 objednány čtyři jednotky této třídy. Kontrakt dosáhl výše 4,69 miliard dolarů. Oproti předcházející třídě Kolkata má třída Visakhapatnam modernější elektroniku, posádku redukovanou na 300 osob a důsledněji tvarovaný trup a nástavby s ohledem na snížení signatur. Plavidla postavila indická loděnice Mazagon Dock Limited v Bombaji. Prototypová jednotka Visakhapatnam byla na vodu spuštěna v dubnu 2015 a její přijetí do služby bylo plánováno na červenec 2018. Další tři jednotky měly následovat v dvouletých intervalech, takže měl být program završen roku 2024. Zařazení prototypu do služby se nakonec protáhlo do roku 2021. Poslední čtvrtá jednotka byla do služby přijata roku 2025.
Jednotky třídy Visakhapatnam:
| Jméno                   | Založení kýlu   | Spuštěna        | Vstup do služby    | Status  |
| ----------------------- | --------------- | --------------- | ------------------ | ------- |
| INS Visakhapatnam (D66) | 12. října 2013  | 20. dubna 2015  | 21. listopadu 2021 | aktivní |
| INS Mormugao (D67)      | 4. června 2015  | 17. září 2016   | 18. prosince 2022  | aktivní |
| INS Imphal (D68)        | 19. května 2017 | 20. dubna 2019  | 26. prosince 2023  | aktivní |
| INS Surat (D69)         | 19. května 2017 | 17. května 2022 | 15. ledna 2025     | aktivní |

## Konstrukce

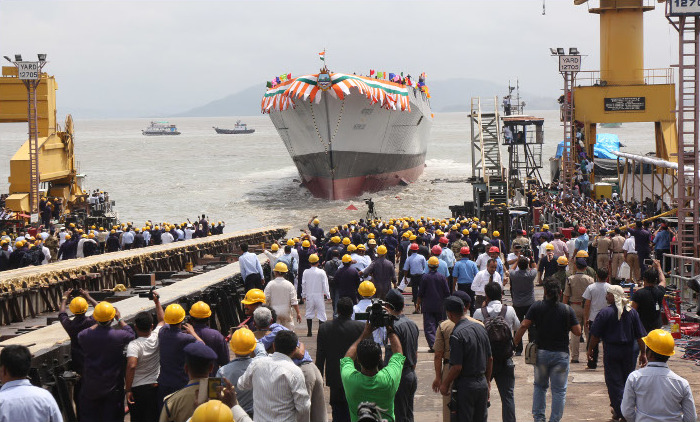
Druhá jednotka Mormugao je spouštěna na vodu

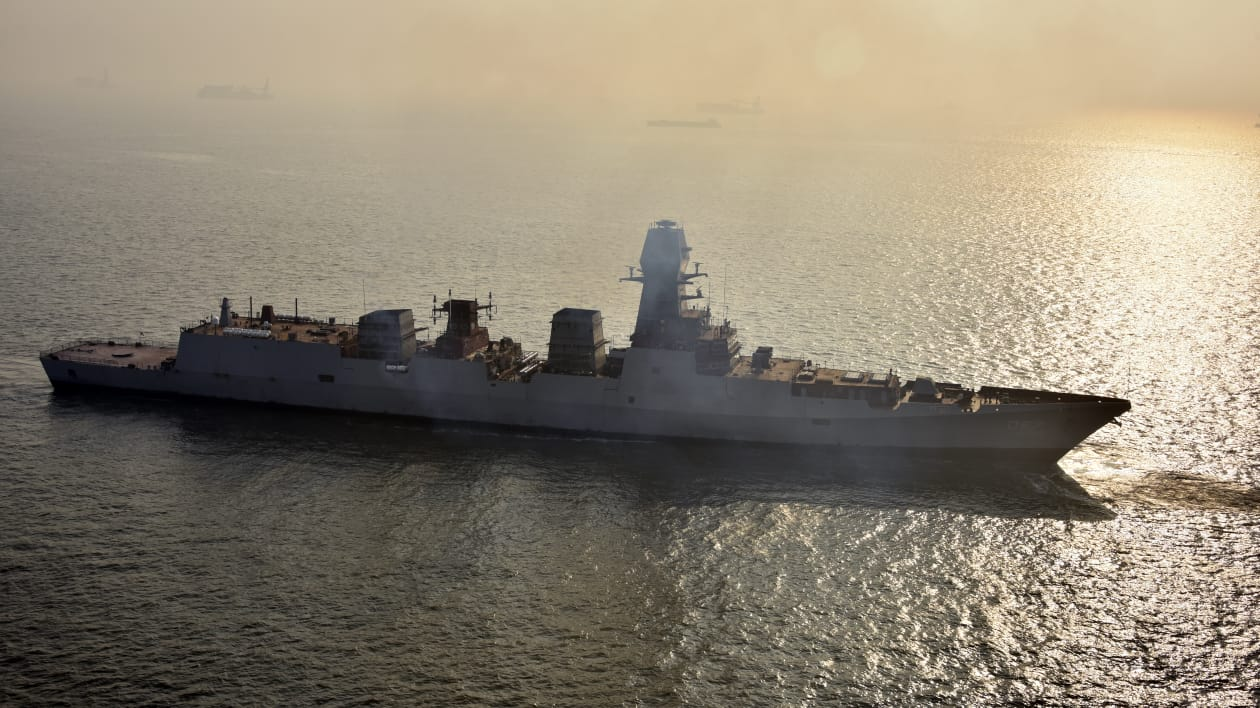
Mormugao poprvé na moři

Konstrukce trupu byla převzata z předcházející třídy Kolkata. Plavidla nesou vyhledávací radar IAI EL/M-2248 MF-STAR s dosahem 25 km v případě lodí a 250 km v případě letadel. Druhý vyhledávací radar je Thales LW-08. V příďové dělové věži je umístěn jeden 76mm kanón BHEL SRGM (licenční výrobek zbrojovky 76mm kanón OTO Melara Seper Rapid). Primární zbraní pro prostorovou protivzdušnou obranu je 32 protiletadlových řízených střel Barak 8, umístěných ve vertikálních odpalovacích zařízeních. Hlavní údernou výzbrojí je šestnáct nadzvukových protilodních střel BrahMos, umístěných ve vertikálních odpalovacích zařízeních. Bodovou obranu zajišťují čtyři hlavňové systémy blízké obrany AK-630M. Torpédoborce dále nesou čtyři 533mm torpédomety a dva raketové vrhače hlubinných pum RBU-6000. Na zádi se nachází přistávací plocha a hangár pro dva střední vrtulníky.
Pohonný systém je koncepce COGAG. Tvoří ho dvě plynové turbíny Zorja-Mašroekt M36E a čtyři turbíny Zorja-Mašroekt DT-59, uspořádané do dvou skupin. Lodní šrouby jsou dva. Nejvyšší rychlost dosáhne 30 uzlů.